# Otto Struve
Otto Struve (12 de agosto de 1897, Járkov, Ucrania - 6 de abril de 1963, Berkeley, Estados Unidos) fue un astrónomo estadounidense de origen alemán del Báltico, miembro de una destacada familia de varias generaciones de astrónomos.

## Semblanza

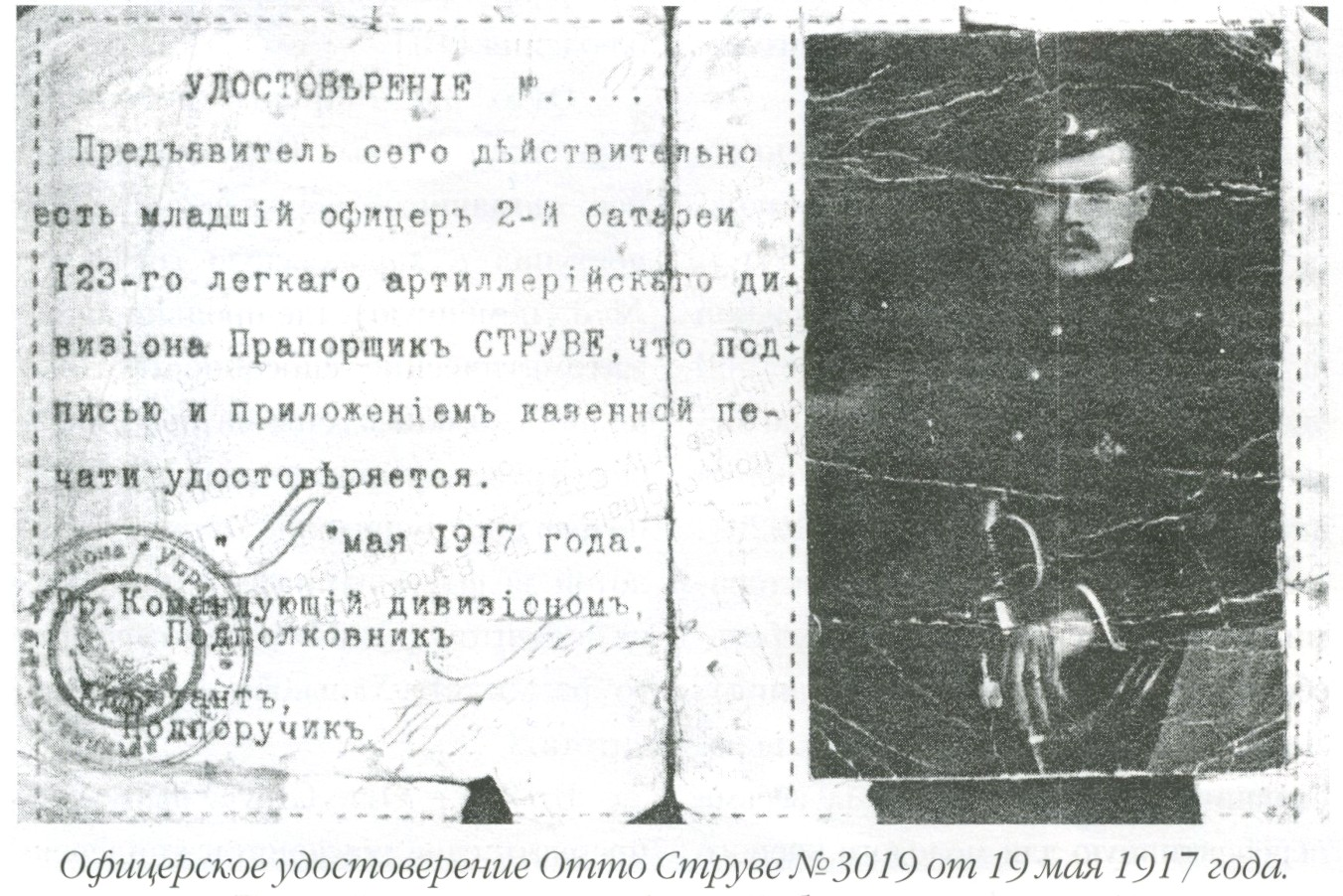
Identificación de Otto Struve.

Stuve era bisnieto de Friedrich Georg Wilhelm von Struve. Dejó sus estudios para servir en el ejército ruso durante la Primera Guerra Mundial antes de emigrar a los Estados Unidos.
Siendo parte del personal del Observatorio Yerkes, hizo importantes contribuciones a la espectroscopia y astrofísica estelar, notablemente con el descubrimiento de la extensa distribución de hidrógeno y otros elementos en el espacio.
Trabajó como director de Yerkes (a inicios de 1932) y después en el Observatorio McDonald en Texas, que organizó. Después impartió clases en la Universidad de Chicago (a principios de 1947) y en la Universidad de California, Berkeley, y más adelante dirigió el Observatorio de Radioastronomía Nacional en Green Bank, Virginia Occidental (1959–1962).
Miembro de la Royal Society, fue un prolífico escritor, publicando cerca de 700 artículos y varios libros.
| (991) McDonalda | 24 de octubre de 1922   |
| (992) Swasey    | 14 de noviembre de 1922 |

## Eponimia
- El cráter lunar Struve lleva este nombre en su memoria,[4] honor compartido con los también astrónomos de su propia familia Friedrich G. W. von Struve (1793-1864) y Otto W. von Struve (1819-1905).
- El asteroide (768) Struveana fue nombrado en honor a su familia.[5]

## Literatura
- Балышев М.А. Отто Людвигович Струве (1897-1963). Москва: Наука, 2008. 526 с.
- Artemenko T., Balyshev M., Vavilova I. The struve dynasty in the history of astronomy in Ukraine. Kinematics and Physics of Celestial Bodies. 2009. Vol. 25 (3). P. 153-167.
- Балышев М.А. Из истории Харьковской обсерватории: биографические очерки. В Кн.: 200 лет астрономии в Харьковском университете / Под. ред. проф. Ю.Г.Шкуратова. Харьков: Издательский центр ХНУ имени В.Н.Каразина, 2008. С. 99-154.
- Балишев М.А. Наукова біографія академіка О.Л.Струве: проблеми відтворення, аналіз бібліографії та джерел (2008). Наука і наукознавство. 2008. №2. С. 111-120.
- Балышев М.А. Sic transit gloria mundi: Жизнь и творчество Отто Людвиговича Струве (1897-1963). Историко-астрономические исследования / Институт истории естествознания и техники им. С.И. Вавилова РАН. Москва: Наука, 2007. Т.ХХХІІ. С. 138-206.
- Балышев М.А. Отто Людвигович Струве. Curriculum vitae: историко-биографическое исследование (2005). Харьков: СПДФО Яковлева, 2005. 150 с.
- Балышев М.А. Отто Людвигович Струве. Документально-биографический очерк. UNIVERSITATES. Наука и Просвещение. 2004. №3. С. 30-39.

- Datos: Q367635
- Multimedia: Otto Struve / Q367635